# Short Kilts
Short Kilts é um filme de comédia mudo produzido nos Estados Unidos e lançado em 1924.